# Unión Internacional de Ciencias Prehistóricas y Protohistóricas
La Unión Internacional de Ciencias Prehistóricas y Protohistóricas (UISPP) es la organización científica más importante en el ámbito de la investigación  prehistoria y  protohistoria a nivel mundial. Abarca disciplinas como arqueología, antropología, paleontología, geología, zoología, botánica, ciencias ambientales, física, química, geografía, historia, genética, matemáticas y otras. El enfoque principal de la UISPP se centra en los mecanismos de adaptación y la dinámica del comportamiento de las sociedades humanas prehistóricas. La organización fomenta enfoques multidisciplinarios y celebra congresos mundiales cada tres años. Fundada el 28 de mayo de 1931 en Berna, la UISPP es miembro del Consejo Internacional de Filosofía y Ciencias Humanas de la UNESCO desde 1955 y de la Unión Académica Internacional desde 2019. Sus orígenes se remontan al menos a 1867, lo que la convierte en una de las organizaciones científicas más antiguas en su campo.

## Historia

### Inícios (a partir de 1865)
En septiembre de 1865, una reunión de la Società italiana di scienze naturali dio origen al Congrès paléoethnologique international (CPI), que en 1867 adoptó el nombre de Congrès international d'anthropologie et d'archéologie préhistoriques (CIAAP), creando así el predecesor inmediato de la organización actual.
Giovanni Capellini, presidente de la Società italiana di scienze naturali, y Gabriel de Mortillet fueron los impulsores de su fundación; En la reunión de Lisboa de 1880 se creó un Consejo Permanente. Sin embargo, la Primera Guerra Mundial puso fin a la serie de congresos anuales.

### Francia como centro neurálgico y cambio de enfoque hacia la antropología (a partir de 1921)
Tras la Primera Guerra Mundial, en 1921 se fundó el Institut international d'anthropologie (IIA), una institución principalmente francesa con un Comité Ejecutivo compuesto por cinco miembros, todos franceses. El enfoque principal se desplazó hacia la antropología, relegando la arqueología prehistórica a un papel menor. Asimismo, se excluyó de la organización a miembros de las naciones derrotadas en la guerra, particularmente Alemania, Austria y Turquía.
Como resultado, numerosos científicos se mantuvieron al margen, y figuras como Marcellin Boule, René Verneau, Hugo Obermaier y Pedro Bosch Gimpera intentaron continuar con la tradición internacional del CIAAP. Tras varios intentos del Consejo Permanente del CIAAP y del Comité Ejecutivo del IIA para fortalecer la cooperación, se acordó que el XV congreso del CIAAP y la IV sesión del IIA se celebrarían conjuntamente en Portugal en 1930. Sin embargo, el hecho de que el papel de la prehistoria parecía demasiado marginal llevó a muchos a abstenerse de asistir, y la exclusión de los académicos que no eran miembros del I.I.A. del voto en el congreso sobre el futuro del CIAAP causó mucha frustración.

### Congreso Internacional de Ciencias Prehistóricas y Protohistóricas (a partir de 1931)
Por lo tanto, ese mismo año, un «Comité des Cinq», integrado por Gerhard Bersu, Raymond Lantier, Hugo Obermaier, Wilhelm Unverzagt y Pedro Bosch Gimpera, decidió reunirse en Berlín para discutir la creación de congresos internacionales sobre arqueología prehistórica. Entre el 27 y el 29 de mayo de 1931 se fundó en Berna una nueva organización denominada Congrès international des sciences préhistoriques et protohistoriques. Alrededor de 500 científicos se congregaron en Londres en agosto de 1932 bajo la presidencia de Sir Charles Reed Peers, con Anton Wilhelm Brøgger y John Linton Myres actuando conjuntamente como Secretarios Generales, y Vere Gordon Childe, Charles Francis Christopher, Hugh Sadler Kingsford y Courtenay Arthur Ralegh Radford como Secretarios del comité organizador. El Consejo Permanente incluyó arqueólogos de 35 naciones.
Estaba previsto celebrar las reuniones del Congreso Internacional de Ciencias Préhistóricas y Protohistóricas cada cuatro años, alternándose cada dos años con las reuniones del Congreso Internacional de Ciencias Antropológicas y Etnológicas, organización hermana también surgida del CIAAP. El segundo Congreso Internacional de Ciencias Préhistóricas y Protohistóricas, esta vez presidido por Anton Wilhelm Brøgger, entonces se celebró en Oslo en 1936, pero surgieron tensiones con prehistoriadores alemanes e italianos afines al nazismo y al fascismo. El congreso planificado para 1940 en Budapest bajo la dirección de Ferenc Tompa no pudo realizarse debido al estallido de la Segunda Guerra Mundial.
No fue hasta 1950 que el congreso pudo celebrarse en Zúrich, esta vez bajo la presidencia de Emil Vogt. Sin embargo, debido a la ausencia de los científicos de Europa del Este, solo unos 250 arqueólogos asistieron al evento. Se estableció nuevamente un Comité Ejecutivo y Emil Vogt fue designado como su secretario provisional. En 1952, Siegfried J. De Laet le sucedió, asumiendo el cargo de Secretario General del Comité Ejecutivo.

### Adhesión a la UNESCO, denominación actual (a partir de 1954)
En el IV Congreso, celebrado en Madrid en 1954, Luis Pericot García asumió la presidencia, reemplazando al presidente electo Blas Taracena Aguirre, fallecido en 1951. Aproximadamente 500 científicos se reunieron y se eligieron representantes de 51 países para el Consejo Permanente. Tras extensas deliberaciones, se decidió adherirse al Consejo Internacional de Filosofía y Ciencias Humanas, lo que permitió acceder a fondos de la UNESCO para proyectos de investigación. Esta adhesión también obligó nuevamente a cambiar de nombre en julio de 1956, adoptando la denominación de Unión Internacional de Ciencias Prehistóricas y Protohistóricas, que se mantiene vigente hasta la actualidad.
El número de participantes en los congresos fue aumentando gradualmente hasta alcanzar unos 3.500 científicos presentes en Niza, lo que a su vez amplió el Consejo Permanente, que llegó a incluir a 250 científicos de más de 100 países. El V Congreso tuvo lugar en Hamburgo en 1958, el VI en Roma en 1962, el VII en Praga en 1966 y el siguiente en Belgrado en 1971. A partir de ese momento, en consonancia con las directrices de la UNESCO, las reuniones de mayor envergadura se celebraron únicamente cada cinco años. Posteriormente, se congregaron en Niza en 1976 y en Ciudad de México en 1981, donde Jacques Nenquin fue elegido Secretario General, posición que ya había asumido de manera interina en 1980 tras el fallecimiento de Ole Klindt-Jensen.
Particularmente desde el V Congreso en Hamburgo, los congresos de la UISPP se han consolidado como un foro que ha permitido a los científicos del Este y del Oeste mantener intercambios regulares a pesar de la Guerra Fría, lo que fue posible sobre todo gracias a la adhesión al principio de neutralidad intelectual, que explícitamente trata a los participantes no como representantes de un estado o gobierno. Este enfoque ha facilitado el diálogo científico internacional incluso en períodos de tensión política, y sigue siendo relevante en la actualidad para fomentar la colaboración académica global.

### Secesión británica debido al boicot a Sudáfrica (1986/87)
El XI Congreso se llevó a cabo en 1987 en Maguncia. Inicialmente, estaba planificado que se celebrase en Southampton y Londres en 1986 bajo la presidencia de John Davies Evans, pero fue aplazado por una votación del Consejo Permanente en 1986. En 1985, el comité organizador británico tomó la decisión de excluir a los científicos sudafricanos y namibios. Dado que esta decisión contradecía los estatutos y sus propias resoluciones de no permitir la discriminación, y también considerando que ni el Consejo Permanente, ni el Comité Ejecutivo ni su Secretario General habían sido consultados, las organizaciones se separaron. El congreso que tuvo lugar en Southampton se llegó a denominar «Congreso Arqueológico Mundial». El Consejo Permanente y el Comité Ejecutivo no reconocieron la nueva organización, al igual que la UNESCO. A pesar de esta difícil separación, la Unión Internacional de Ciencias Prehistóricas y Protohistóricas y el Congreso Arqueológico Mundial posteriormente llegaron a trabajar juntos en varias ocasiones, donde los diferentes objetivos de ambas organizaciones se entrecruzaban.

### Más crecimiento, expansión global
Durante los preparativos para el congreso que tuve lugar en Bratislava en 1991, que se celebró bajo la presidencia de Bohuslav Chropovsky, la división de Checoslovaquia dio lugar a importantes desacuerdos, aunque finalmenete se lograron superar. El XIII Congreso, celebrado en Forlì en 1996, contó con la asistencia de más de 3.000 participantes e incluyó diversos eventos complementarios, como un festival de cine y exposiciones. En el congreso de Forlì, Jacques Nenquin se retiró de sus cargos y fue sucedido por Jean Bourgeois.
El siguiente congreso tuvo lugar en Lieja en 2001. Pierre P. Bonenfant fue elegido Presidente y Marcel Otte secretario del comité organizador. Jean Bourgeois fue reelegido Secretario General. Las actas del congreso se publicaron en 40 volúmenes. Para el XV Congreso en 2006, se seleccionó Lisboa como sede; Vítor Oliveira Jorge y Luiz Oosterbeek fueron elegidos presidente y secretario del comité organizador, respectivamente. El Congreso de Lisboa produjo 49 volúmenes de actas y se decidió que Brasil sería la sede del encuentro de 2011, con Rossano Lopes Bastos como secretario y Pedro Schmitz como presidente. En el Congreso de Lisboa, Jean Bourgeois renunció a su cargo de Secretario General, siendo sucedido por Luiz Oosterbeek.
El XVI Congreso se celebró en 2011 en Florianópolis, Brasil, con la asistencia de más de mil científicos, principalmente de América Latina. Dado que muchos investigadores provienen de Europa, se decidió reducir los intervalos entre los congresos mundiales a tres años, con la intención de realizar un congreso fuera de Europa cada seis años. El XVII Congreso tuvo lugar en Burgos en 2014, presidido por Emiliano Aguirre, mientras que Eudald Carbonell fue el secretario y Martín Almagro Gorbea el responsable del comité científico.
Inicialmente, el XVIII Congreso estaba programado para Melbourne, Australia, en 2017, pero debido a problemas organizativos se trasladó a París y se pospuso hasta 2018. El XIX Congreso, originalmente planeado para 2020 en Mequinez, Marruecos, también se aplazó un año debido a la pandemia de COVID-19 y finalmente se realizó de manera virtual en 2021, debido a las restricciones de viaje relacionadas con la crisis sanitaria. El XX Congreso se celebró en Timișoara, Rumania, en 2023.
Como plataforma adicional para el intercambio internacional entre científicos, el Comité Ejecutivo en el Congresso de Timișoara decidió establecer congresos continentales como un nuevo formato. Estos tienen un enfoque geográfico específico y se organizan en los intervalos entre los congresos mundiales regulares. El primer Congreso Continental de la UISPP se centrará en Asia y se celebrará en múltiples sedes en la isla de Java, Indonesia, en 2025.

## Fechas y lugares de los congresos del CISPP y de la UISPP
| I Congreso     | Londres, Reino Unido          | 1–6 de agosto de 1932                                     |
| II Congreso    | Oslo, Noruega                 | 3–8 de agosto de 1936                                     |
| III Congreso   | Zúrich, Suiza                 | 14–19 de agosto de 1950                                   |
| IV Congreso    | Madrid, España                | 21–27 de abril de 1954                                    |
| V Congreso     | Hamburgo, Alemania Occidental | 24–30 de agosto de 1958                                   |
| VI Congreso    | Roma, Italia                  | 29 de agosto – 3 de septiembre de 1962                    |
| VII Congreso   | Praga, Checoslovaquia         | 21–27 de agosto de 1966                                   |
| VIII Congreso  | Belgrado, Yugoslavia          | 9–15 de septiembre de 1971                                |
| IX Congreso    | Niza, Francia                 | 13–18 de septiembre de 1976                               |
| X Congreso     | Ciudad de México, México      | 19–24 de octubre de 1981                                  |
| XI Congreso    | Maguncia, Alemania Occidental | 31 de agosto – 4 de septiembre de 1987                    |
| XII Congreso   | Bratislava, Checoslovaquia    | 1–7 de septiembre de 1991                                 |
| XIII Congreso  | Forlì, Italia                 | 8–14 de septiembre de 1996                                |
| XIV Congreso   | Lieja, Bélgica                | 2–8 de septiembre de 2001                                 |
| XV Congreso    | Lisboa, Portugal              | 4–9 de septiembre de 2006                                 |
| XVI Congreso   | Florianópolis, Brasil         | 4–10 de septiembre de 2011                                |
| XVII Congreso  | Burgos, España                | 1–7 de septiembre de 2014                                 |
| XVIII Congreso | París, Francia                | 4–9 de junio de 2018                                      |
| XIX Congreso   | Mequinez, Marruecos           | 2–7 de septiembre de 2021                                 |
| XX Congreso    | Timișoara, Rumanía            | 5–9 de septiembre de 2023                                 |
| XXI Congreso   | Poznań, Polonia               | programado para el 31 de agosto – 4 de septiembre de 2026 |

## Publicaciones
Además de publicar las actas de sus congresos, la UISPP ha estado publicando varias series de monografías destinadas principalmente a la sistematización de fuentes arqueológicas primarias (Inventaria Archaeologica, Prähistorische Bronzefunde, Fiches typlogiques de l’industrie osseuse pré-historique), pero también sobre temas específicos de interés global (Human Societies Facing Climate Change). Desde 2018, la UISPP publica el Journal of the International Union of Prehistoric and Protohistoric Sciences / Revue de l’Union Internationale des Sciences Préhistoriques et Protohistoriques como revista digital de revisión por pares y acceso abierto.